# Ischnocnemis cyaneus
Ischnocnemis cyaneus är en skalbaggsart som beskrevs av Bates 1892. Ischnocnemis cyaneus ingår i släktet Ischnocnemis och familjen långhorningar. Inga underarter finns listade i Catalogue of Life.